# Ed Anderson
Pour les articles homonymes, voir Edward Anderson et Anderson.
Andy Edward Anderson alias Ed Anderson est un trompettiste de jazz né à Jacksonville en Floride le 1er juillet 1910 et mort à une date inconnue.

## Biographie
Ed Anderson étudie la trompette à l'école dès six ans et devient musicien professionnel. En 1926, il s'installe à New York. Il joue successivement avec Luckey Roberts, Clarence Williams, George Howe, Luis Russell, Jelly Roll Morton (1927), Benny Carter, et Charlie Johnson. Il fait partie du Mills Blue Rythm Band de 1930 à 1934, puis des Arcadians, sous la direction de Charlie Turner puis de Fats Waller. En 1939, il joue avec Hazel Scott et  Joe Sullivan en 1939 et avec Frank Newton en 1941. Il met alors fin à sa carrière.

## Discographie
- Futuristic Jungsleim (Earl Jackson, 1931)
- Doin' The Shake (Blue Rhythm Band, 1932)